# Lorenzo Passerini
Lorenzo Passerini (Cortona, 29 novembre 1837 – Roma, 13 dicembre 1915) è stato un patriarca cattolico italiano.

## Biografia
Appartiene alla famiglia dei Conti Passerini di Cortona, nel Granducato di Toscana, dove nasce il 29 novembre 1837.

### Formazione e ministero sacerdotale
A Roma, nel 1858, è alunno della Pontificia Accademia dei Nobili Ecclesiastici e dopo due anni, il 22 settembre 1860, è ordinato sacerdote.
Si laurea in Teologia presso la Pontificia Università Gregoriana e in Diritto Canonico presso l'Ateneo del Pontificio Seminario Romano.
Il 23 novembre 1865 è nominato da Pio IX referendario del Supremo tribunale della Segnatura apostolica, e il 31 ottobre 1879 diviene chierico prelato della Reverenda Camera Apostolica.
Protonotario apostolico soprannumerario, sostituisce, nel 1885, Nicola Di Marzo, nell'ufficio di Commendatore di Santo Spirito.
Lavora nella Congregazione dei vescovi e regolari quale esaminatore delle relazioni dei vescovi sullo stato delle loro diocesi, inoltre è aggiunto della Sacra Congregazione del Concilio e consultore della commissione esaminatrice dei vicariati apostolici dipendenti dalla Sacra Congregazione de Propaganda Fide.

### Ministero episcopale
L'11 luglio 1892 papa Leone XIII lo nomina arcivescovo titolare di Tolemaide di Tebaide e vice camerlengo di Santa Romana Chiesa, venendo consacrato, sei giorni dopo, dal cardinale Lucido Maria Parocchi, vescovo suburbicario di Albano e vicario generale per la diocesi di Roma.
Partecipa, quale co-consacrante, alle consacrazioni episcopali di Paul Rubian, vescovo titolare di Amasea degli Armeni, il 18 marzo 1900, e, il 21 dicembre successivo, di Sabbatino Giani, vescovo di Livorno, e di Paolo Jacuzio, vescovo di Capaccio e Vallo della Lucania.
Nel concistoro segreto del 18 aprile 1901 viene promosso patriarca titolare di Antiochia dei Latini, sede resasi vacante, quello stesso giorno, per il trasferimento del romano Carlo Nocella, futuro cardinale, a patriarca titolare di Costantinopoli.
Partecipa, per il proprio ufficio di vice camerlengo, alle sedi vacanti e ai relativi conclavi del 1903 e del 1914.

## Genealogia episcopale
La genealogia episcopale è:
- Cardinale Scipione Rebiba
- Cardinale Giulio Antonio Santori
- Cardinale Girolamo Bernerio, O.P.
- Arcivescovo Galeazzo Sanvitale
- Cardinale Ludovico Ludovisi
- Cardinale Luigi Caetani
- Cardinale Ulderico Carpegna
- Cardinale Paluzzo Paluzzi Altieri degli Albertoni
- Papa Benedetto XIII
- Papa Benedetto XIV
- Papa Clemente XIII
- Cardinale Marcantonio Colonna
- Cardinale Giacinto Sigismondo Gerdil
- Cardinale Giulio Maria della Somaglia
- Cardinale Carlo Odescalchi, S.I.
- Cardinale Costantino Patrizi Naro
- Cardinale Lucido Maria Parocchi
- Patriarca Lorenzo Passerini